# Miconia suaveolens
Miconia suaveolens är en tvåhjärtbladig växtart som beskrevs av John Julius Wurdack. Miconia suaveolens ingår i släktet Miconia och familjen Melastomataceae. Inga underarter finns listade i Catalogue of Life.